# Jesús Liberato Tobares
Jesús Liberato Tobares (San Martín, 15 de octubre de 1929-6 de diciembre de 2024) fue un historiador y poeta argentino, destacado referente de la literatura, la cultura y el folclore de la provincia de San Luis.

## Biografía
Jesús Liberato Tobares nació en San Martín, provincia de San Luis, el 15 de octubre de 1929. Su infancia transcurrió en su pueblo natal, donde colaboraba con su padre, dedicado a la minería y a la cría de ganado. Allí cursó sus estudios primarios para luego trasladarse a la ciudad de San Luis, donde completó su formación secundaria en el Colegio Nacional “Juan Crisóstomo Lafinur”. A los 16 años trabajó en el Correo como telegrafista en Concarán. Más tarde ingresó a la Facultad de Ciencias Jurídicas y Sociales de la Universidad Nacional de La Plata, donde se graduó de procurador en 1957 y de abogado en 1959.
En el ejercicio de su profesión ostentó el cargo de juez, llegando a integrar el Superior Tribunal de Justicia de la Provincia de San Luis, órgano en el cual ejerció su presidencia durante dos períodos. Integró además la comisión encargada de preparar la reforma constitucional de 1962.
Paralelamente a su actividad profesional y en su condición de autor, fue miembro del Instituto de Cultura Americana (1961), presidente de la Sociedad Argentina de Escritores (filial San Luis) y del Centro de Investigaciones Folklóricas “Prof. Dalmiro S. Adaro”. También fue miembro del Consejo Consultivo de la dirección provincial de Cultura en 1966 y presidente del Ateneo Nacional de Folklore Cuyano en el período 1990-1993.
En 2016, como reconocimiento a su labor tanto profesional como cultural, la Universidad Nacional de San Luis lo distinguió otorgándole el título de doctor honoris causa.
A partir de 2018, San Luis Libro, sello editorial del gobierno de la provincia, comenzó con la edición de su obra completa en el marco del plan “Sueños Puntanos”. La misma reúne la totalidad de sus escritos, tanto literarios como de investigación histórica y folclórica.

## Familia
En el plano íntimo, Jesús Tobares estaba casado con Olga Chávez y era padre de tres hijos.

## Muerte
A los 95 años, falleció el 6 de diciembre de 2024. En virtud del hecho, el gobernador de la provincia promulgó un decreto estableciendo dos días de duelo.

## Obras
- Cerro Blanco (poemas), 1962.
- Gente de mi pago (poemas), 1976.
- Calandrias de Septiembre (poemas), Mendoza, 1994.
- El hombre y la poesía, San Luis, 1963.
- Supervivencia de voces de origen quichua en el habla de San Luis, 1978.
- Río Grande, FES, 2003.
- San Luis de antaño. San Luis, 1983.
- Rincón de Rosales, 1993.
- Médicos y Boticarios puntanos de antaño. San Luis, 1995.
- Noticias para la historia de los pueblos de San Luis, San Luis 1996.
- La Puntanidad, 1999.
- San Luis de Loyola Nueva Medina de Río Seco, 1977.
- Leyenda e historia de la mujer puntana, 1978.
- San Francisco del Monte de Oro, 1978.
- Los poetas de San Luis, 1978.
- San Martín, Referencias Históricas, 1990.
- Folklore sanluiseño, 1972.
- La tonada cuyana, 1989.
- Folklore puntano, 1990.
- Toponimia puntana y otras noticias, 1995.
- El maíz en el folklore del norte puntano, Mendoza. 1999.
- El cuchillo, 1977.
- Creencias y supersticiones vigentes en San Luis, 1978.
- Pircas, cercos de rama y alumbrado en San Luis, 1979.
- Artesanía tradicional y Cultura Regional, 1999.

## Premios y distinciones
- Mención Honorífica especial Ateneo Universitario "José Ingenieros", La Plata, 1954.
- Primer Premio Juegos Florales de Villa Mercedes, 1956.
- Segundo Premio Rueda Juvenil Internacional, Villa Carlos Paz, 1964.
- Premio Banco Provincia de San Luis, Juegos Florales, 1965.
- Premio Fondo Nacional de Las Artes, Juegos Florales, 1965.
- 1° Premio en el Primer Certamen Bienal de Literatura, San Luis, 1970.
- 3° Premio Bienal Puntano de Literatura, 1974.
- 2° Premio Certamen Homenaje a Ricardo Arancibia Rodríguez, San Luis, 1983.
- 1° Premio Certamen "Flor de Retamo", 1982.
- 3° Premio Concurso "Pedro Aguilar", San Luis, 1983.
- Mención Honorífica en el Concurso Internacional "Digo América", 1984.
- 1° Premio Concurso "César Rosales", San Luis, 1987.
- Ley del Libro de autor sanluiseño: 1° premio en 1990, 2° Premio en 1992 y 2° premio en 1994.
- Beca Nacional - Especialidad Folklore -, Fondo Nacional de las Artes, 1992.
- Pueblo Puntano de la Independencia, Gobierno de la Provincia de San Luis. 2014.[10]
- Doctor honoris causa por la Universidad Nacional de San Luis, 2016.[6]
- Ciudadano ilustre de San Martín, 2016.[11]
- Diploma de Honor “Escritores de la Nación”, Senado de la Nación Argentina, 2018.[12]